# District de St. John River
Le district de St. John River est une subdivision du comté de Grand Bassa au Liberia. 
Les autres districts du Comté de Grand Bassa sont :
- Le district 1, comté de Grand Bassa
- Le district 2, comté de Grand Bassa
- Le district 3, comté de Grand Bassa
- Le district 4, comté de Grand Bassa
- Le district de Owensgrove
- Le district de St. John River